# Bowen-Knoten

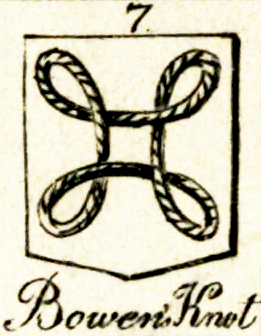
Bowen-Knoten in einem englischen Werk von 1827

Der Bowen-Knoten (englisch Bowen knot; nach dem Wappen der Familie des Walisers James Bowen († 1629), auch true lover’s knot, die letztgenannte Bezeichnung wird heute aber auch für andere Knotenformen verwendet), auch Tristramsknoten (englisch Tristram knot), ist ein Ornament, das speziell in der englischen Heraldik als gemeine Figur (Wappenfigur) verwendet wird. Er wird dargestellt als ein Seilring (Endlosknoten), der über die vier Ecken eines Quadrates ausgelegt wird, wobei an jeder Ecke in einheitlichem Drehsinn eine jeweils gleichgeformte Schleife nach außen gelegt wird. Dieser Vierpassknoten ist ein trivialer Knoten, da er zu einem einfachen Seilring ohne Verknotungen auseinandergezogen werden könnte. Die Form ähnelt dem Schleifenquadrat, jedoch muss im Unterschied zu dessen Form das Seil nicht auf den Kanten des Quadrats gerade gelegt werden, sondern kann auch in Fortsetzung der Krümmung der äußeren Schleifen nach innen gekrümmt sein. Auch kann die Krümmung an den äußeren Stellen der Eckschleifen stärker sein, sodass letztere schmal statt kreisartig erscheinen können.
Auf dem Bowen-Knoten sind komplexere Figuren aufgebaut, beispielsweise der Dacre knot (Badge der Barone Dacre) oder die Shakespeare-Badge, in die auch das Monogramm William Shakespeares einbezogen ist.
Eine Variante ist das Bowen cross, auch bendwise Bowen knot, bei der die Grundform um 45° gedreht ist (sodass die senkrechte und waagerechte Achse durch die Quadrat-Eckpunkte und damit durch die Schleifen laufen).
Eine andere Variante ist der angular Bowen knot, der ohne Rundungen gelegt ist, sodass er aus fünf Quadraten bestehend erscheint: die äußeren vier gleich groß, das innere kann auch deutlich größer oder kleiner sein. Diese Figur ähnelt dem Würfelknotenkreuz (verflochtenes Fensterrautenkreuz), einer Variante des Rautenkreuzes.
Eine Kombination zweier Bowen-Knoten mit einer Ringschnur ist der Lacy knot (Badge der Familie Lacy).

## Galerie

Bowen cross
Angular Bowen knot
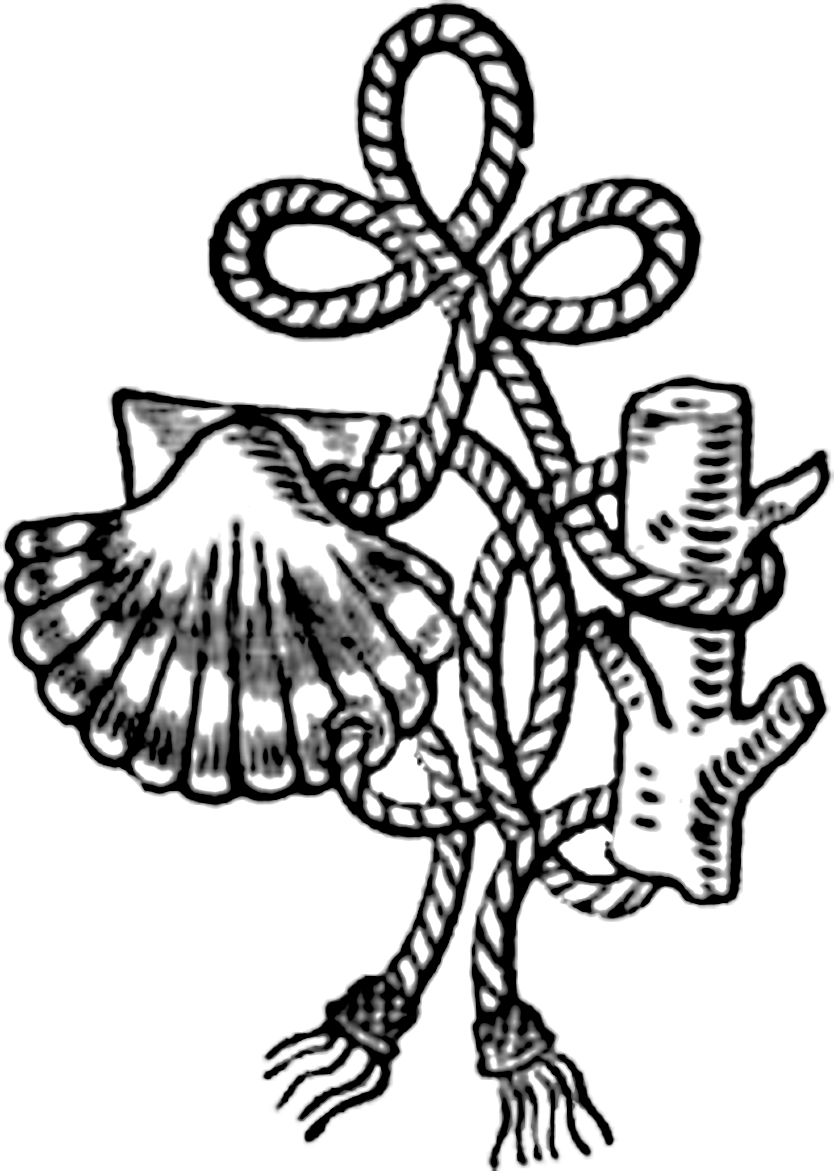
Dacre knot
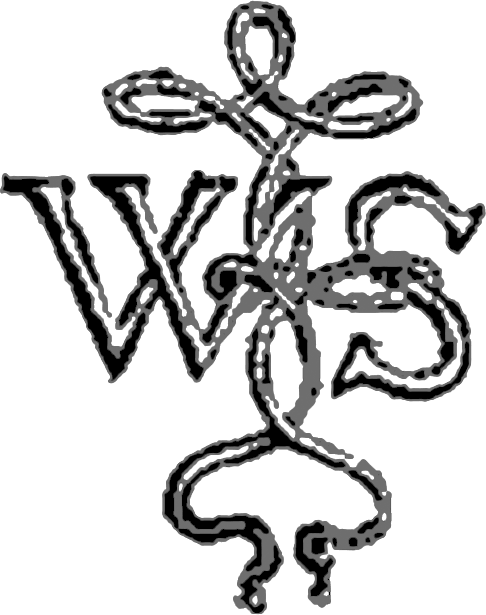
Shakespeare-Badge
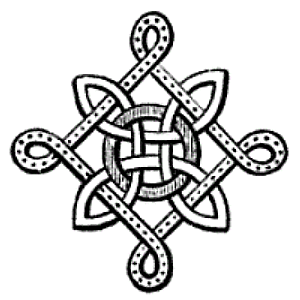
Lacy knot